# Язьменок
Язьмено́к (бел. Язьмяно́к) — ручей в Белоруссии и России. Относится к бассейну реки Уща.
Протекает по территории Россонского района Витебской области Белоруссии и Невельского района Псковской области России. По части русла проходит российско-белорусская граница.
Длина русла в настоящее время составляет 7 км. По данным 1963 года, длина водотока составляла 8 км. Высота истока — 161,6 м над уровнем моря, высота устья — 150,3 м. Уклон реки — приблизительно 1,6 м/км.

## Течение
Ручей вытекает из озера Ямно на белорусской территории. Русло на значительном протяжении образует государственную границу между Россией и Белоруссией, при этом иногда полностью заходя на территорию России или возвращаясь обратно в Белоруссию. На территории Белоруссии ручей протекает через озеро Сомино. Нижнее течение проходит по территории России. Ручей заканчивается впадением в озеро Усвеча.